# Tân Châu, Tây Ninh
Tân Châu là xã thuộc tỉnh Tây Ninh, Việt Nam.

## Địa lý
Thị trấn Tân Châu nằm ở phía tây huyện Tân Châu, có vị trí địa lý:
- Phía đông giáp xã Suối Dây
- Phía nam, tây, bắc giáp xã Thạnh Đông.

Thị trấn Tân Châu có diện tích 7,97 km², dân số năm 2019 là 6.902 người, mật độ dân số đạt 1.171 người/km².

## Hành chính
Thị trấn Tân Châu được chia thành 4 khu phố: 1, 2, 3, 4.

## Lịch sử
Thị trấn Tân Châu trước đây là xã Tân Thạnh thuộc huyện Tân Châu.
Năm 1991, chuyển xã Tân Thạnh thành thị trấn Tân Châu.